# Bergholz
Bergholz ist eine Gemeinde im Landkreis Vorpommern-Greifswald im Osten Mecklenburg-Vorpommerns. Die Gemeinde gehört zum Amt Löcknitz-Penkun mit Sitz in der Gemeinde Löcknitz.

## Geografie
Bergholz an der Landesgrenze zu Brandenburg liegt am Nordostrand eines Endmoränenbogens, der sich s-förmig von Pasewalk bis Angermünde hinzieht. Dieser Höhenzug wird im Osten vom Randowbruch begrenzt. In nördlicher Richtung wird das Gebiet bis zum Stettiner Haff sehr flach. Bergholz liegt nur drei Kilometer vom Amtssitz Löcknitz entfernt.
Charakteristisch für die gesamte Umgebung ist das immer seltener zu sehende Kopfsteinpflaster der Dorfstraße. Umgeben wird Bergholz von den Nachbargemeinden Rossow im Norden, Löcknitz im Nordosten, Ramin im Osten (Berührungspunkt), Brüssow im Süden sowie Fahrenwalde im Westen.

## Gemeindegliederung
| Ortsteile - Bergholz - Caselow | Wohnplatz - Bergholzer Mühle |

Eingemeindungen
- Caselow wurde 1956 als Ortsteil nach Bergholz eingemeindet.

## Geschichte
Bergholz

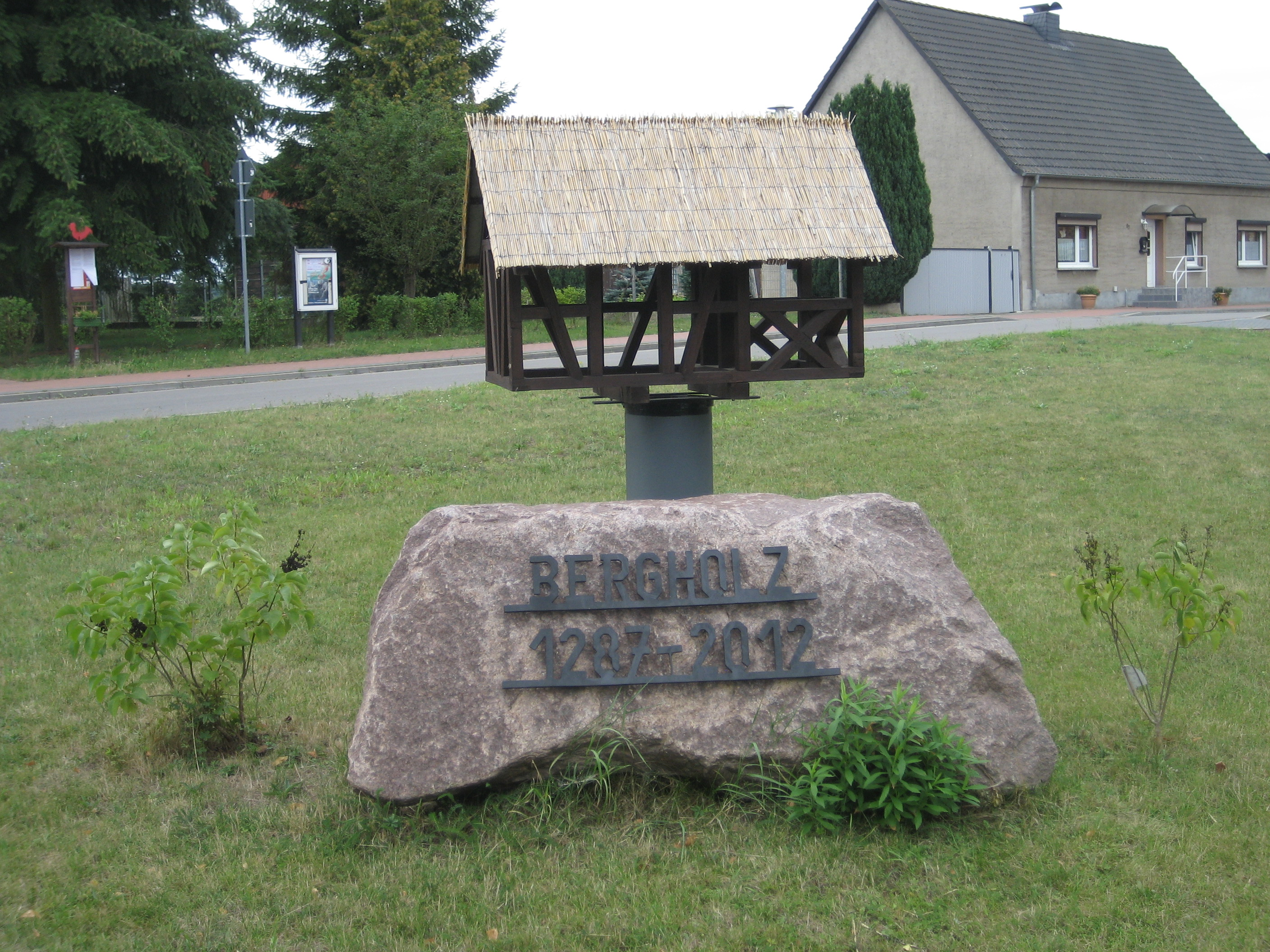
Gedenkstein 725 Jahre Bergholz

1287 wurde ein Johannes de Berkholte als Vogt von Pasewalk erwähnt (Krabbo Nr. 1431 Or). Die erste urkundliche Erwähnung des Ortes Bergholz stammt aus dem Jahr 1484 als Berckholt.
Bis in die 2. Hälfte des 15. Jahrhunderts gehörte Bergholz zu Pommern und zwischen 1484 und 1684 zur Herrschaft Löcknitz. Ab 1687 siedelten sich französische Hugenotten in Bergholz an. Bergholz wurde 1670 zusammen mit den Dörfern Caselow, Grimme, Fahrenwalde und Zerrenthin verwaltet und war von 1685 bis 1823 zunächst Teil des kurmärkischen Amtes Löcknitz und zwischen 1823 und 1872 Teil des Amtes Brüssow. Es gehörte bis 1849 zudem zum Justizamt Brüssow und von 1879 bis 1952 zum Amtsgerichtsbezirk Brüssow.
1953 wurde die erste LPG in Bergholz gegründet, die bis 1957 in eine LPG Typ III mit 98 Mitgliedern umgewandelt wurde und 904 ha Land umfasste. 1960 existierten dann bereits eine LPG Typ III (111 Mitglieder, 1302 ha Land) und eine LPG Typ I (32 Mitglieder, 158 ha Land) in Bergholz, die sich 1968 zunächst mit der LPG Typ III in Grimme und 1972 mit der LPG Typ I in Grimme zusammenschlossen und 1978 nochmals erweitert wurde durch den Zusammenschluss mit den LPGen in Brüssow und Caselow. Bereits 1956 war Caselow als Ortsteil zur Gemeinde Bergholz gekommen und 1957 gehörten des Weiteren die Wohnplätze Bergholzer Mühle, Jammermühle und Kreuzmühle zur Gemeinde. Am 25. Juli 1952 wurde Bergholz zusammen mit anderen Gemeinden aus dem brandenburgischen, bis 1945 preußischen Landkreis Prenzlau herausgelöst und dem Kreis Pasewalk im Bezirk Neubrandenburg zugeordnet.
Caselow
Die erste urkundliche Erwähnung als „in Coselow“ wurde mit 1308, nach anderen Quellen mit 1305 angegeben.

### Einwohnerentwicklung
Die Einwohnerzahl in Bergholz war im Zeitraum von 1993 bis 2005 leicht rückläufig von 444 auf 412.
| Jahr | Bergholz | Caselow | Quelle |
| ---- | -------- | ------- | ------ |
| 1651 | 6        | ---     | [ 2 ]  |
| 1670 | 13       | ---     | [ 2 ]  |
| 1735 | 403      | 38      | [ 2 ]  |
| 1774 | 498      | 62      | [ 2 ]  |
| 1801 | 601      | 67      | [ 2 ]  |
| 1817 | 612      | 71      | [ 2 ]  |
| 1840 | 795      | 99      | [ 2 ]  |
| 1858 | 893      | 105     | [ 2 ]  |

| Jahr | Bergholz | Caselow | Quelle |
| ---- | -------- | ------- | ------ |
| 1895 | 776      | 104     | [ 2 ]  |
| 1900 | 766      | 138     | [ 3 ]  |
| 1925 | 767      | 145     | [ 2 ]  |
| 1933 | 702      | 160     | [ 4 ]  |
| 1939 | 654      | 171     | [ 4 ]  |
| 1946 | 943      | 209     | [ 2 ]  |
| 1964 | 841      | ---     | [ 2 ]  |
| 1971 | 763      | ---     | [ 2 ]  |

| Jahr | Bergholz | Caselow | Quelle |
| ---- | -------- | ------- | ------ |
| 1981 | 573      | ---     | [ 2 ]  |
| 1990 | 453      | ---     | [ 5 ]  |
| 1995 | 433      | ---     | [ 5 ]  |
| 2000 | 425      | ---     | [ 5 ]  |
| 2005 | 411      | ---     | [ 5 ]  |
| 2010 | 387      | ---     | [ 5 ]  |
| 2015 | 342      | ---     | [ 6 ]  |
| 2020 | 320      | ---     | [ 7 ]  |

## Politik

### Bürgermeister
- seit 1994 Ulrich Kersten

### Dienstsiegel
Die Gemeinde verfügt über kein amtlich genehmigtes Hoheitszeichen, weder Wappen noch Flagge. Als Dienstsiegel wird das kleine Landessiegel mit dem Wappenbild des Landesteils Vorpommern geführt. Es zeigt einen aufgerichteten Greifen mit aufgeworfenem Schweif und der Umschrift „GEMEINDE BERGHOLZ“.

## Sehenswürdigkeiten
- Kirche Bergholz von 1864
- Wassermühle Bergholz
- Burgwall Caselow

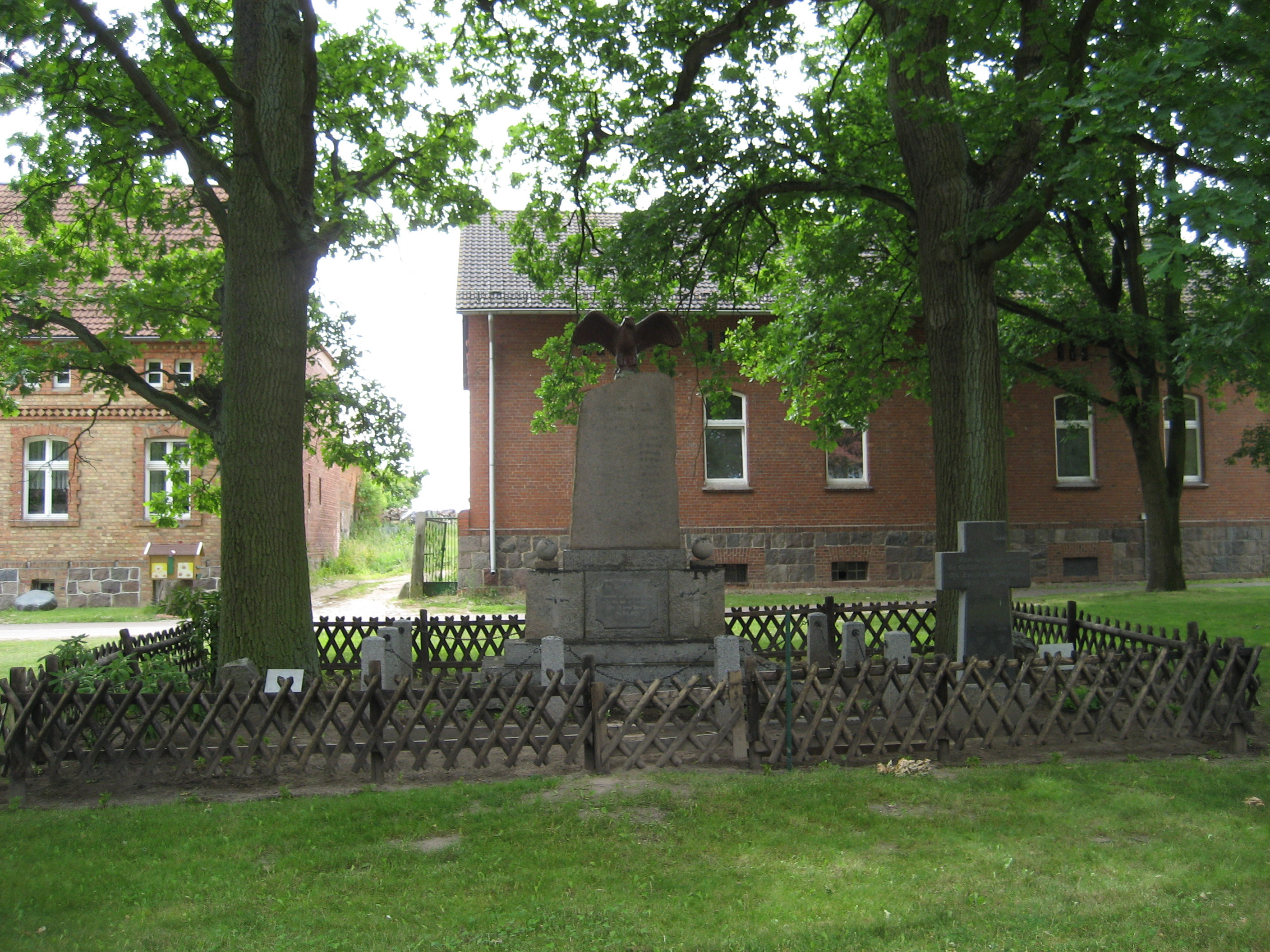
Gedenkstein und Mahnmal für die beiden Weltkriege in Bergholz

- Gutshaus der Domäne Caselow als zweigeschossiger Backsteinbau mit roten und gelben Klinkern
- Heimatstube des „Arbeitskreises zur Aufarbeitung der Bergholzer Dorfgeschichte e. V.“[9]

## Verkehrsanbindung
In Löcknitz befindet sich der nächste Bahnhof an der Bahnstrecke Pasewalk–Szczecin. Der Verkehr auf der Bahnstrecke Prenzlau–Löcknitz der ehemaligen Prenzlauer Kreisbahnen, an der Bergholz liegt, wurde 1991 eingestellt. Durch Löcknitz führt die B 104. Die nächsten Autobahnanschlüsse von Bergholz aus sind Penkun und Schmölln an der A 11 sowie Pasewalk-Süd an der A 20.

## Persönlichkeiten
- Paul Fulbrecht (1908–1992), deutscher Schriftsteller
- Dieter Frielinghaus (1928–2024), evangelisch-reformierter Pastor von 1975 bis 1993 in Bergholz, Friedensaktivist und Publizist; Mitglied der DKP